# Ріпйовка
Ріпйо́вка (рос. Репьёвка) — село у складі Тюльганського району Оренбурзької області, Росія.

## Населення
Населення — 441 особа (2010; 562 у 2002).
Національний склад (станом на 2002 рік):
- росіяни — 85 %